# Anna Sporrer
Anna Sporrer, née le 7 juillet 1962 à Mödling, est une juriste autrichienne et ministre de la Justice depuis 2025.

## Biographie

### Carrière juridique
Anna Sporrer est vice-présidente de la Cour administrative de 2014 à 2025, .
Sa longue carrière de fonctionnaire comprend des postes auprès d'Helga Konrad et brièvement auprès de Gabriele Heinisch-Hosek.

### Carrière politique
Anna Sporrer est ministre de la Justice dans le gouvernement Stocker le 3 mars 2025.

### Prises de positions
Anna Sporrer a un parcours féministe. 